# Eugenio Mario Raffo
Eugenio Mario Raffo (Sestri Levante, 25 gennaio 1904 – Sestri Levante, 17 gennaio 1994) è stato un artista italiano, xilografo.

## Biografia
Autodidatta, durante il servizio militare svolto ad Assisi si distingue come fine disegnatore. Ritornato nella sua città natale, viene introdotto alla difficile arte della xilografia dal suo amico Giovanni Descalzo, poeta e romanziere che, in quegli anni, aveva formato a Sestri un cenacolo intellettuale di cui facevano parte poeti e letterati, come Montale, Quasimodo, Sbarbaro, Papini e molti altri che in estate frequentavano la riviera ligure di levante.
Raffo si specializza in "ex libris", che ben presto vengono ricercati dai collezionisti per la loro originalità, e in xilografie ad illustrazione di libri, in cui prevalgono i soggetti sestresi, da Riva Trigoso a San Bartolomeo e alla Ginestra.
Di carattere schivo e riservato, continua, fino alla pensione, la sua attività lavorativa come tornitore presso la Fabbrica Italiana Tubi della sua città, dove anche Giovanni Descalzo lavorava come operaio. L'azienda lo incaricò di realizzare sul retro delle proprie buste paga delle incisioni aventi per oggetto la sicurezza sul lavoro e la prevenzione degli infortuni (1950-1952), poi raccolte nel volume postumo Buste-paga d'autore, op. cit. Stringe una forte amicizia con un altro famoso xilografo: Italo Zetti, che per anni ha vissuto a Sestri ed ha lasciato, tra le altre cose, i suoi "Ciottoli" ispirati ai sassi della baia di levante popolarmente chiamata "Portobello". Dopo aver vissuto lo strazio per la perdita, uno dopo l'altro, dei tre figli giovanissimi Flavia, Franca e Romano e, più tardi, anche della "moglie, la diletta affettuosa Linda", Eugenio Mario Raffo è morto nel 1994.
Recentemente il Comune di Sestri ha acquisito 150 dei suoi "legni" (le tavolette, incise da lui stesso, che fungevano da matrici),. Nel dicembre 2014, è stata allestita una mostra antologica di xilografie presso la Sala "Carlo Bo" di Palazzo Fascie-Rossi, a Sestri Levante. La mostra è stata organizzata dall'Associazione Nazionale Marinai d'Italia, con il patrocinio del Comune di Sestri Levante.

## Opere
- Giovanni Descalzo, Uligine (a cura di Francesco De Nicola, xilografie di Eugenio Mario Raffo), Sestri Levante, Gammarò, 2013. ISBN 978-88-96674-70-3.
- Eugenio Mario Raffo, Buste-paga d'autore, Milano, Fondazione Italo Zetti, 2008.[11]
- Eugenio Mario Raffo, Eugenio Mario Raffo, Arezzo, De Filippis, 1989.[12]
- Giulio Cesare Preve, Laigueglia. Storia e cronache di un paese ligure (xilografia di Eugenio Mario Raffo in copertina), Laigueglia, Associazione Vecchia Laigueglia, 1983.[13]
- Giovanni Descalzo, Variazioni (incisioni di Eugenio Mario Raffo), Genova, Il Gallo, 1947.